# ブラチスラヴァ - シトゥーロヴォ線
ブラチスラヴァ - シトゥーロヴォ線（ブラチスラヴァ - シトゥーロヴォせん、スロバキア語:Železničná trať Bratislava – Štúrovo）は、スロバキア国鉄の鉄道線の名称である。路線番号は130。この路線はドイツ・チェコ・ポーランド～スロヴァキア～ハンガリーを南北に貫く幹線としての役割を担っている。

## 歴史

### オーストリア＝ハンガリー国有鉄道会社およびハンガリー国鉄
ハンガリー中央鉄道（Magyar Középponti Vespálya Társaság, MKpV）が南東帝国鉄道（k.k. Südostliche Staatsbahn）に引き受けられたのちに、1850年10月15日にヴァーツ - グラン（シュトゥーロヴォ）区間が、同年12月16日にグラン - プレスブルク区間がそれぞれ開業された。この路線はブダペスト - ソブ線と共にその時からオーストリア＝ハンガリー帝国で重要な鉄道路線の一つとなった。1855年1月1日に南東帝国鉄道の路線は帝国特任オーストリア＝ハンガリー国有鉄道会社（k.k. previliegierte Österreichisch-Ungarische Staatsbahngesellschaft, StEG）に売却された。
1883年以来ウィーン - プレスブルク - ブダペスト区間の路線は数十年間オリエント特急のパリ - コンスタンティノープル間路線の一部となった。1891年にこの路線は完全にハンガリー国鉄の所有となった。1904年には複線の工事が完了した。
1916年から1918年までバルカン列車がこの路線で運行されて、ガランタ駅でミュンヘンおよびベルリンから到着した列車が併結しブダペストへ向かった。

### チェコスロバキア国鉄
1918年チェコスロバキア共和国が樹立されて、その時からプレスブルク - ブダペスト区間は運営機関の所有関係により分離されている。ブラチスラヴァとイペイ川の新たな国境線の区間はチェコスロバキア国鉄(Československé státní dráhy, ČSD)が運営することとなった。この路線はその後もなおブダペスト - ソブ線とともに西ヨーロッパとハンガリーを結ぶ主要幹線であった。
冷戦時代に東側諸国が形成した後に、この路線の重要性は保たれた。東ドイツ、ポーランド、チェコスロバキアとユーゴスラビアの間にバルト海＝オリエント特急、メリディアン号、ハンガリア号のような国際列車はこの路線で通行した。電力供給設備は1969年にブラチスラヴァ - シュトゥーロヴォ区間で、1971年シュトゥーロヴォ - ソブ区間で備えられた。

## 運行形態
地域輸送の場合、ブラチスラヴァ - ガランタ間の運賃制はブラチスラヴァ広域総合運輸システム（Integrovaný dopravný systém v Bratislavskom kraji, IDS BK）により管理されている。

### 寝台特急「インターシティ(EN)」
- メトロポル号：　プラハ/ベルリン/ワルシャワ - ブラチスラヴァ - シトゥーロヴォ - ブダペスト
一日1往復運行している。ブラチスラヴァ以西は110号線に、シトゥーロヴォ以東はハンガリー国鉄70号線に直通する。

### 超特急「ユーロシティ(EC)」
- フンガリア号：　ハンブルク～ブラチスラヴァ～シトゥーロヴォ～ブダペスト
- メトロポリタン号：　プラハ～ブラチスラヴァ～シトゥーロヴォ～ブダペスト
- バトホリ号：　ワルシャワ～ブラチスラヴァ～シトゥーロヴォ～ブダペスト
2時間に1本運行する。ブラチスラヴァ以西は110号線に、シトゥーロヴォ以東はハンガリー国鉄70号線に直通する。現在の愛称名は、2018年度以降のものである。

- メトロポリタン・スロヴェンスカー・ストレラ号：　プラハ - ブラチスラヴァ - ノヴェー・ザームキ - プレショウ
一日1往復運行する。ブラチスラヴァ以西は110号線に、ザームキ以東は特急ポリャナ号に連結されて150号線に直通する。他の超特急と異なり停車駅が多く、特急相当の停車駅で運行される。
2018年末に、区間リーフリク(RR)の「プレスブルク」号として運行を開始した。当初、土曜日はプラハ方面片道1本のみの運行であった。2020年末に、ユーロシティ(EC)に格上げされ、愛称名もブラチスラヴァ以北と統一された他、毎日運行となった。

### 特急「リーフリク(R)」
- ウルピーン号：　ブラチスラヴァ～シュラニ
- テコウ号：　ブラチスラヴァ → シュラニ　【土曜以外運行】
2時間に1本運行する。パラーリコヴォ～シュラニ間は短絡線を通るため、ノヴェー・ザームキを経由しない。
過去の運行形態
2015年以前は、シュラニ以東、150号線に直通していた。レヴィツェ始発の平日片道1本が、ブラチスラヴァ本駅ではなくノヴェー・メスト駅に到着していた。また、便毎に愛称が異なっていた。
2015年末に、全てブラチスラヴァ本駅発着に統一された。
2020年末に、愛称がウルピーン（コシツェ発着便はゲメラン）に統一された。
2022年6月1日から10月18日まで、工事のため、シュラニ以東での運行を行っていない。代わりに、シャリャからノヴァー・バニャまで代行バスが運行している[5]。代行バスに接続しない便は、「テコウ」に愛称を変更している。

- ゲメラン・ポリャナ号：　ノヴェー・メスト - ブラチスラヴァ - シトゥーロヴォ - プレショウ
週6日、一日1往復の運行。ブラチスラヴァ以西は131号線に、シトゥーロヴォ以北は152号線に直通する。
過去の運行形態
2018年以前は、他の特急同様、ノヴェー・ザームキを経由せず、シュラニから短絡線経由で150号線に直通していた。
2018年末に、ノヴェー・ザームキ経由で150号線に直通する様になった。
2022年6月1日から10月18日まで、工事のため、シトゥーロヴォから152号線経由のルートとなった他、ノヴェー・メスト - ブラチスラヴァ本駅間の運行を取りやめている[5]。

### 特急「区間リーフリク(RR)」
- テコウ号：　シュラニ→ブラチスラヴァ　【平日運行】
朝に片道1本運行される。パラーリコヴォにも停車する。2016年末に運行を開始した。
2020年以前はレヴィツェ始発で、「レヴィチャン」号を名乗っていた。2022年6月1日から10月18日まで、工事のため、レヴィツェ - シュラニ間の運行を取りやめている[5]。

- ザームチャン号：　ブラチスラヴァ - ノヴェー・ザームキ　【平日運行】
午後に1往復運行される。
過去の運行形態
2016年末に、夕方の東行1本のみで運行を開始した。パラーリコヴォにも停車していて、愛称名は「ベルノラーク」号であった。
2018年末に、パラーリコヴォ通過となり、愛称名は「パラーリク」に変更された。
2020年末に、「ザームチャン」に愛称名が変更された。
2021年末に、午後に一日1往復の運行となった。

- ウルピーン号：　ブラチスラヴァ - シトゥーロヴォ - ノヴェー・ザームキ　【週1往復運行】
金曜日の東行と、日曜日の西行のみ運行。シトゥーロヴォ以北は152号線に直通する。
過去の運行形態
2021年末に運行を開始した。当初はシュラニとレヴィツェを経由するルートであったが、2022年6月1日から10月18日まで、工事のため、シトゥーロヴォから152号線経由のルートとなった[5]。

- 過去の運行系統
  - ウルピーン号：　バンスカー・ビストリツァ → ブラチスラヴァ　【日曜運行】
片道2本運行していた。パラーリコヴォを通過。停車駅はリーフリク(R)と同じだが、バリアフリー非対応など車内サービスに違いがあった。
2016-21年度に運行していた。2020年以前は、2本の愛称名が異なっており、それぞれ「ジタヴァ」「スカルカ」であった。

### 快速「レギオナルエクスプレス(REX)」
- シュラニ → パラーリコヴォ → ブラチスラヴァ　【平日運行】
片道1本ずつ、合わせて一日1往復の運行。
過去の運行形態
2018年末に、一日1往復で運行を開始した。西行は110号線のクーティまで直通していた。当時は愛称名があり、東行が「ベルノラーク」号、西行が「スラードコヴィチ」号であった。後に、愛称無しに変更される。
2019,20年度は、西行がシュラニ以東150号線から直通していて、レヴィツェ始発であった。
2020年末に、西行がシュラニ始発に短縮される。
2021年末に、東行がノヴェー・ザームキ行となった他、西行がブラチスラヴァまで短縮された。

- ブラチスラヴァ - ノヴェー・ザームキ　【平日運行】
平日のみ、一日4.5往復の運行。早朝はブラチスラヴァ行のみ、午後はノヴェー・ザームキ行のみ運行される。
過去の運行形態
2015年以前は、平日一日3.5往復（ガランタまでは5.5往復）、休日ブラチスラヴァ行片道1本の運行で、土曜日は運休していた。原則特急と同じ停車駅で、特にガランタ以南の特急通過駅（パラーリコヴォ以外）は全列車通過していた。
2015年末に、全列車ベルノラーコヴォ・セネツ・スラードコヴィチョヴォ停車となった。また一部が、スラードコヴィチョヴォ以南各駅停車となった。
2018年末に、平日のブラチスラヴァ - シャリャ間が一日4往復の運行となり、土曜日にノヴェー・ザームキ発ブラチスラヴァ行が片道1本設定され、休日は運休となった。
2020年末に、平日の本数が一日3.5往復（シャリャまでは4往復）となり、土曜日の運行を取りやめた。イヴァンカが停車駅に追加された。
2021年末に、一日4.5往復に増発された。全列車ガランタ以東でも通過運転を行う様になった他、シュラニ行から転換された東行1本に限りパラーリコヴォ停車となった。

### 普通
下記3系統に分かれる。
- ブラチスラヴァ - ノヴェー・ザームキ
平日は1時間に1本、休日は2時間に1本の運行。午前中は一部がシャリャ止まりとなり、シャリャ～ノヴェー・ザームキ間は2時間に1本の運行となる。

- ノヴェー・ザームキ - シトゥーロヴォ
2時間に1本の運行。

- ブラチスラヴァ・ペトルジャルカ - ノヴェー・メスト - セネツ ( - ノヴェー・ザームキ)　【平日運行】
平日のみ、一時間に1本の運行。大部分がセネツ以西の運行で、ノヴェー・メスト以西は132号線に直通する。
過去の運行状況
2015年以前は、ガランタ方面→ノヴェー・メストの系統（コマールノ始発も有り）が一日4本、ノヴェー・メスト発シャリャ行が1本運行していた。
2016,17年度は、平日朝のガランタ発ノヴェー・メスト行片道1本み運行していた。
2018年冬・春は、平日のみ、ノヴェー・メスト - ガランタ間に一日1往復の運行であった。ノヴェー・メスト行が朝に、ガランタ行が昼に運行していた。昼のガランタ行は、レツァ、プステー・ウーリャニを通過していた。
2018年6月のダイヤ改正[6]で一時間に1本の運行となり、132号線に直通する様になった。

### 過去の運行種別
- 特急「エクスプレス(Ex)」
  - ウルピーン号：　バンスカー・ビストリツァ→シュラニ→ブラチスラヴァ　【平日運行】
平日朝の片道1本のみ運行していた。シュラニ - ブラチスラヴァ間ノンストップで運行していた。
2020年以前は「フロン」号を名乗っていた。2021年末に廃止。

## 駅一覧
以下では、スロバキア国鉄130号線の駅と営業キロ、停車列車、接続路線などを一覧表で示す。
- 種別
  - EN：寝台特急「ユーロナイト」
  - EC：超特急「ユーロシティ」
  - R：特急「リーフリク」
  - RR：特急「区間リーフリク」
  - REX：快速
  - Os：普通
- 停車駅
  - ■印：全列車停車
  - ●印：一部通過
  - ○印：一部停車
  - ｜印：全列車通過

### ブラチスラヴァ中央駅～シトゥーロヴォ間
| 路線名 | 駅名                             | 駅間営業キロ | 累計営業キロ      | 累計営業キロ           | EN | EC | R  | RR | REX | Os | 接続路線 | 所在地           | 所在地               |
| ------ | -------------------------------- | ------------ | ----------------- | ---------------------- | -- | -- | -- | -- | --- | -- | --- | ---------------- | -------------------- |
| 130    | ブラチスラヴァ中央駅             | -            | ウィーンから 54.4 | ブラチスラヴァから 0.0 | ■  | ■  | ■  | ■  | ■   | ■  | 110号線（ウィーン/プラハ方面）、120号線（ジリナ方面） 131号線（コマールノ方面）                                     | ブラチスラヴァ県 | 1区                  |
| 130    | ブラチスラヴァ・ヴィノフラディ駅 | 4.6          | 59.0              | 4.6                    | ｜ | ○  | ■  | ■  | ■   | ■  | 120号線（ジリナ方面） ブラチスラヴァ郊外駅から ノヴェー・メスト方面                                                 | ブラチスラヴァ県 | 3区                  |
| 130    | ブラチスラヴァ・ヴァイノリ駅     | 5.0          | 64.0              | 9.6                    | ｜ | ｜ | ｜ | ｜ | ｜  | ■  | ノヴェー・メスト方面                                                                                                | ブラチスラヴァ県 | 3区                  |
| 130    | イヴァンカ・プリ・ドゥナイ駅     | 4.0          | 68.0              | 13.6                   | ｜ | ｜ | ｜ | ｜ | ■   | ■  | | ブラチスラヴァ県 | セネツ郡             |
| 130    | ベルノラーコヴォ駅               | 3.5          | 71.5              | 17.1                   | ｜ | ｜ | ｜ | ｜ | ■   | ■  | | ブラチスラヴァ県 | セネツ郡             |
| 130    | ヴェリキー・ビェル駅             | 4.3          | 75.8              | 21.4                   | ｜ | ｜ | ｜ | ｜ | ｜  | ■  | | ブラチスラヴァ県 | セネツ郡             |
| 130    | セネツ駅                         | 4.0          | 79.8              | 25.4                   | ｜ | ｜ | ｜ | ｜ | ■   | ■  | | ブラチスラヴァ県 | セネツ郡             |
| 130    | レツァ駅                         | 3.1          | 82.9              | 28.5                   | ｜ | ｜ | ｜ | ｜ | ｜  | ●  | | ブラチスラヴァ県 | セネツ郡             |
| 130    | プステー・ウーリャニ駅           | 6.6          | 89.5              | 35.1                   | ｜ | ｜ | ｜ | ｜ | ｜  | ●  | | トルナヴァ県     | ガランタ郡           |
| 130    | スラードコヴィチョヴォ駅         | 6.6          | 96.1              | 41.7                   | ｜ | ｜ | ｜ | ｜ | ■   | ■  | | トルナヴァ県     | ガランタ郡           |
| 130    | ガランタ駅                       | 7.0          | 103.1             | 48.7                   | ｜ | ○  | ■  | ■  | ■   | ■  | 133号線（トルナヴァ方面）                                                                                           | トルナヴァ県     | ガランタ郡           |
| 130    | トポリニツァ駅                   | 5.8          | 108.9             | 54.5                   | ｜ | ｜ | ｜ | ｜ | ｜  | ■  | | トルナヴァ県     | ガランタ郡           |
| 130    | シャリャ駅                       | 6.0          | 114.9             | 60.5                   | ｜ | ○  | ■  | ■  | ■   | ■  | | ニトラ県         | シャリャ郡           |
| 130    | トルノヴェツ・ナド・ヴァーホム駅 | 4.7          | 119.6             | 65.2                   | ｜ | ｜ | ｜ | ｜ | ｜  | ■  | | ニトラ県         | シャリャ郡           |
| 130    | ヤトフ駅                         | 7.2          | 126.8             | 72.4                   | ｜ | ｜ | ｜ | ｜ | ｜  | ■  | | ニトラ県         | ノヴェー・ザームキ郡 |
| 130    | トヴルドショヴツェ駅             | 3.9          | 130.7             | 76.3                   | ｜ | ｜ | ｜ | ｜ | ｜  | ■  | | ニトラ県         | ノヴェー・ザームキ郡 |
| 130    | パラーリコヴォ駅                 | 4.7          | 135.4             | 81.0                   | ｜ | ｜ | ｜ | ○  | ○   | ■  | シュラニ方面短絡線(シュラニまで8.2km)。シュラニで 140号線（プリェヴィヅァ方面）、150号線（ビストリツァ方面） に接続 | ニトラ県         | ノヴェー・ザームキ郡 |
| 130    | リュドヴィートフ駅               | 3.7          | 139.1             | 84.7                   | ｜ | ｜ | ｜ | ｜ | ｜  | ■  | | ニトラ県         | ノヴェー・ザームキ郡 |
| 130    | ノヴェー・ザームキ駅             | 6.3          | 145.4             | 91.0                   | ■  | ■  | ■  | ■  | ■   | ■  | 135号線（コマールノ方面） 140号線（プリェヴィヅァ方面）、150号線（レヴィツェ方面）                                  | ニトラ県         | ノヴェー・ザームキ郡 |
| 130    | ドヴォリ・ナド・ジタヴォウ駅     | 6.5          | 151.9             | 97.5                   | ｜ | ｜ | ｜ | ｜ |     | ■  | | ニトラ県         | ノヴェー・ザームキ郡 |
| 130    | プリベタ駅                       | 6.0          | 157.9             | 103.5                  | ｜ | ｜ | ｜ | ｜ |     | ■  | | ニトラ県         | ノヴェー・ザームキ郡 |
| 130    | ストレコフ駅                     | 7.5          | 165.4             | 111.0                  | ｜ | ｜ | ｜ | ｜ |     | ■  | | ニトラ県         | ノヴェー・ザームキ郡 |
| 130    | ノヴァー・ヴィエスカ駅           | 5.8          | 171.2             | 116.8                  | ｜ | ｜ | ｜ | ｜ |     | ■  | | ニトラ県         | ノヴェー・ザームキ郡 |
| 130    | グベルツェ駅                     | 4.0          | 175.2             | 120.8                  | ｜ | ｜ | ｜ | ｜ |     | ■  | | ニトラ県         | ノヴェー・ザームキ郡 |
| 130    | ムジラ駅                         | 7.9          | 183.1             | 128.7                  | ｜ | ｜ | ｜ | ｜ |     | ■  | | ニトラ県         | ノヴェー・ザームキ郡 |
| 130    | シトゥーロヴォ駅                 | 6.5          | 189.6             | 135.2                  | ■  | ■  | ■  | ■  |     | ■  | 152号線（レヴィツェ方面）、ハンガリー国鉄70号線（ブダペスト方面）                                                   | ニトラ県         | ノヴェー・ザームキ郡 |

### ブラチスラヴァ・ノヴェー・メスト～ヴァイノリ間
| 路線名 | 駅名                               | 駅間営業キロ | 累計営業キロ | Os | 接続路線                                                                        | 所在地           | 所在地 |
| ------ | ---------------------------------- | ------------ | ------------ | -- | ------------------------------------------------------------------------------- | ---------------- | ------ |
| 130    | ブラチスラヴァ・ノヴェー・メスト駅 | -            | 0.0          | ■  | 131号線（ブラチスラヴァ本駅方面、コマールノ方面） 132号線（ペトルジャルカ方面） | ブラチスラヴァ県 | 3区    |
| 130    | ブラチスラヴァ郊外駅               | 1.8          | 1.8          | ■  | 130号線、ブラチスラヴァ本駅方面（ブラチスラヴァ・ヴィノフラディ駅）             | ブラチスラヴァ県 | 3区    |
| 130    | ブラチスラヴァ・ヴァイノリ駅       | 5.6          | 7.4          | ■  | ブラチスラヴァ本駅方面                                                          | ブラチスラヴァ県 | 3区    |